# Marat Kulachmetov
Marat Minjurovitj Kulachmetov (ryska: Марат Минюрович Кулахметов), född 6 augusti 1959 i Penza, är en general i den ryska armén.
Kulachmetov var befälhavare för de ryska fredsbevarande styrkorna i Sydossetien mellan 2004 och 2008. Mellan 2009 och 2017 var han rådgivare till utrikesminister Sergej Lavrov i militärpolitiska frågor gällande Transkaukasus, Transnistrien och Centralasien. Sedan 2017 är han Rysslands ambassadör i Sydossetien.